# Будьо
Бодьо (на норвежки: Bodø) е град и едноименна община в централна Норвегия. Разположен е на брега на Норвежко море във фиорда Салтфьор, фюлке Норлан на около 880 km северно от столицата Осло. Получава статут на град през 1816 г., а статут на община на 1 януари 1838 г. Има жп гара, летище и пристанище. Бодьо е най-северният град на Норвегия, до който има жп транспорт за пътуване из Норвегия. Реално най-северният град с жп гара е Нарвик, но от него може да се пътува по жп само до Швеция. Население около 36 100 жители според данни от преброяването към 1 януари 2008 г.
От 4 юни до 8 юли има бяла нощ, а от 15 декември до 28 декември слънцето не изгрява.

## Спорт
Представителният футболен отбор на града носи името ФК Будьо/Глимт. Играл е в най-горните две нива на норвежкия футбол.

## Побратимени градове
- Куопио, Финландия